# Guilherme de Sá
Guilherme de Sá (Limeira, 10 de dezembro de 1980) é um cantor, compositor, escritor, poeta, produtor musical e arranjador brasileiro, mais conhecido por ter sido vocalista da banda Rosa de Saron de 2001 a 2019, fazendo sua última apresentação com o grupo no dia 10 de fevereiro do mesmo ano de sua saída da banda, em São Paulo.

## Biografia
Apesar de ter nascido em Limeira, Guilherme de Sá viveu quase toda a infância na cidade de  Artur Nogueira. Aos 10 anos de idade, mudou-se para a vizinha Cosmópolis, onde teve uma adolescência conturbada, devido ao relacionamento abusivo do padrasto, que o surrava regularmente. Ainda com 10 anos, começou a cantar em um grupo de oração na paróquia Santa Gertrudes, dando então início à sua história na música. Aos 15 anos, mudou-se para Artur Nogueira, indo morar com os avós. Entrou para a Hohenzöllern, uma banda Pop Rock de covers, apresentando-se em inúmeros bares e festivais. Com 17 anos, converteu-se realmente ao catolicismo, iniciando-se uma nova fase na vida de Guilherme, o qual começou a cantar na igreja. Nesse período, ganhou enorme projeção na região de Campinas, e começou a lecionar música. Adquiriu gosto pela Ópera e teve uma carreira bem sucedida, cantando em casamentos e apresentações em universidades. 
No início de 2001, teve uma gravação sua enviada para um teste, em que a banda Rosa de Saron procurava um substituto para seu antigo vocalista que havia saído do grupo. Dois meses depois, mais precisamente no dia 11 de março, Guilherme entraria para o conjunto, tornando-se o líder da banda. Estreou no álbum Depois do Inverno, lançado em 2002. Desde o álbum Casa dos Espelhos, lançado em 2005, ficou responsável pela produção musical de todos os álbuns, inclusive gravando todos os instrumentos na maioria deles. No entanto, foi com os DVDs Acústico e ao Vivo e Horizonte Vivo Distante, lançados em 2008 e 2010, respectivamente, que cravou seu nome como um dos principais vocais de rock do país, com um drive e controle técnico acima dos padrões. Além disso, também foi o principal compositor da banda, tendo composto, somente na banda, mais de 100 cancões. Por suas atuações na banda, venceu várias vezes o Troféu Louvemos ao Senhor na categoria Melhor Cantor. Foi indicado duas vezes ao Latin Grammy Awards em Las Vegas. Com o Rosa de Saron, recebeu diversos Discos de Ouro e um Disco de Platina. Apresentou-se na Jornada Mundial da Juventude de Madrí e do Rio de Janeiro, esta última para mais de 4 milhões de pessoas na praia de Copacabana, tendo cantado como solo na vigília para o Papa Francisco. Guilherme permanece sendo autodidata e pertence ao seleto grupo de músicos com ouvido absoluto.
Em 2015, apresentou-se, como artista solo, ao lado de Mauro Henrique, ex-Oficina G3, e do cantor Leonardo Gonçalves. Os três formaram o projeto Loop Session + Friends, cujas apresentações se deram em vários teatros do país.
Em 2017, lançou seu primeiro álbum solo, Íngreme, pela Som Livre. A canção "Ágora", foi escolhida como primeiro single de divulgação do álbum. Neste mesmo ano, escreveu o livro Entre Bardos e Druídas, lançado pela Editora Planeta, no qual, com seu amigo jesuíta Bruno Franguelli, teceu um denso projeto epistolar sobre esperança. 
Em 2018, anunciou sua saída da banda, por meio do Facebook. Conseguinte, no dia 14 de novembro do mesmo ano, lançou o single "A Última Canção". Em 2019, um dia após seu último show com a banda, mudou-se com a família para Florença, na Itália.
Após um período de quatro meses no país, mudou-se novamente, estabelecendo residência na cidade de Iorque, na Inglaterra, local em que continua morando com sua esposa Pamela e seus filhos, Lívia, Laura e Nuno.

## Pós Rosa de Saron:
Após sua saída da banda, Guilherme anunciou, em suas redes sociais, uma pausa na carreira para se dedicar mais à família, deixando dúvidas sobre seu retorno ao mainstream, dispondo-se apenas para projetos menores. Contudo, após tais declarações, seus fãs se mobilizaram a fim de que ele não abandonasse a carreira. Tal mobilização foi tão grande que, no mesmo ano, Guilherme decidiu retornar com um projeto chamado Duetto, no qual dividiria o palco com amigos do meio musical, como: André Leite, Eli Soares, Mauro Henrique e Renato Vianna. Em apresentações totalmente intimistas, rodou o Brasil com integrantes da banda Mov 7, do cantor Marcus Paulo.
Também em 2019, se apresentou em uma turnê nos Estados Unidos, que durou pouco mais de 11 dias, lotando os lugares por onde passou, e na França em um evento renomado. No dia 17 de dezembro de 2019, lançou o álbum Diminuto, parte 1. O álbum conta com um repertório de sete canções, entre elas, "Sereno", com a participação especial de André Leite. O álbum foi produzido pelo próprio cantor e distribuído pela gravadora Flora Music. Um segundo lançamento foi feito no mesmo ano, chamado Kirsch!, um projeto de singles.
Ainda em 2019, fez feat com o ID2 no single "Eu Sou".
Em 15 de março de 2020, voltou ao Brasil, ao lado de André Leite e de Thiago Brado, na turnê intitulada Vozes do Deserto, em parceria com a Talentos Produções. Logo após o final da turnê, o cantor se despediu novamente do Brasil, regressando para sua casa um dia antes do lockdown da covid-19. No período da Pandemia, gravou três Lives em sua casa, que foram oficialmente lançadas no projeto Homemade.
Em 2021, lançou o álbum de Rock Fermata XI, despedindo-se das gravações com a canção “Diminuto”.  Fez ainda uma turnê no Brasil em dezembro de 2022. Seu último trabalho é o livro de ficção “Siracusa”, lançado nesse mesmo ano. 
Já em 2023, divulgou, em suas redes, a turnê Minimalista, que aconteceu ao redor do Brasil no mês de novembro do mesmo ano. Realizando 13 shows em diversas cidades e estados do país de norte a sul, sendo muitos deles com "sold out" (esgotados). Com apenas voz e violão, Guilherme de Sá arrastou multidões de seus fãs com músicas clássicas compostas por ele na época do Rosa e outras de suas composições solo.
Dia 26 de novembro de 2023 fez seu último show no Carioca Club na cidade de São Paulo com ingressos esgotados para mais de 1200 pessoas e assim encerrando a sua turnê Minimalista, retornando para Iorque, deixando um gosto de quero mais para mais de 250 mil fãs que o seguem na sua rede social principal que é o Instagram. 

## Extensão vocal
Guilherme de Sá pode ser considerado um cantor com uma das maiores extensões vocais masculinas do Brasil. Com uma capacidade de alcançar tanto notas graves (como D2 e até D1) quanto notas agudas dentro da tessitura de um tenor. Ademais, ele domina não apenas as notas mais altas masculinas, mas também tem um controle e domínio com drive vocal. Essa combinação de alcance vocal, técnica refinada de belting e drive fez com que Guilherme de Sá se tornasse um ícone como um dos vocalistas mais talentosos do cenário musical brasileiro.

## Discografia

### Rosa de Saron

#### Álbuns de estúdio
- (2002) Depois do Inverno
- (2005) Casa dos Espelhos
- (2007) Acústico
- (2009) Horizonte Distante
- (2011) Siete Camiños
- (2012) O Agora e o Eterno
- (2014) Cartas ao Remetente
- (2018) Gran Paradiso

#### Álbuns ao vivo
- (2008) Acústico e ao Vivo
- (2010) Horizonte Vivo Distante
- (2013) Latitude, Longitude ao Vivo
- (2015) Acústico e ao Vivo 2/3

#### EPs
- (2011) Siete Camiños

#### Coletâneas
- (2016) Essencial: Rosa de Saron

#### DVDs
- (2008) Acústico e ao Vivo
- (2010) Horizonte Vivo Distante
- (2012) Rosa na Estrada (documentário)
- (2013) Latitude, Longitude ao Vivo
- (2015) Acústico e ao Vivo 2/3
- (2016) Essencial: Rosa de Saron (coletânea)

### Solo
- (2017) Íngreme
- (2019) Diminuto, parte 1 (EP)
- (2020) Homemade
- (2021) Fermata XI
- (2022) Kitsch! (EP Estúdio)
- (2024) Tempestade (Álbum Ao Vivo)

## Livros
- (2017) Entre Bardos e Druídas (com Padre Bruno Franguelli)[9]
- (2022) Siracvsa